# Rajon Selwa

Lage des Rajons in der Hrodsenskaja Woblasz

Der Rajon Selwa (belarussisch Зэльвенскі раён, russisch Зельвенский район) ist eine Verwaltungseinheit im Süden der Hrodsenskaja Woblasz in Belarus mit dem administrativen Zentrum in der Siedlung städtischen Typs Selwa. Der Rajon hat eine Fläche von 869,7 km², umfasst 126 Ortschaften und ist in 7 Selsawets gegliedert.

## Geographie

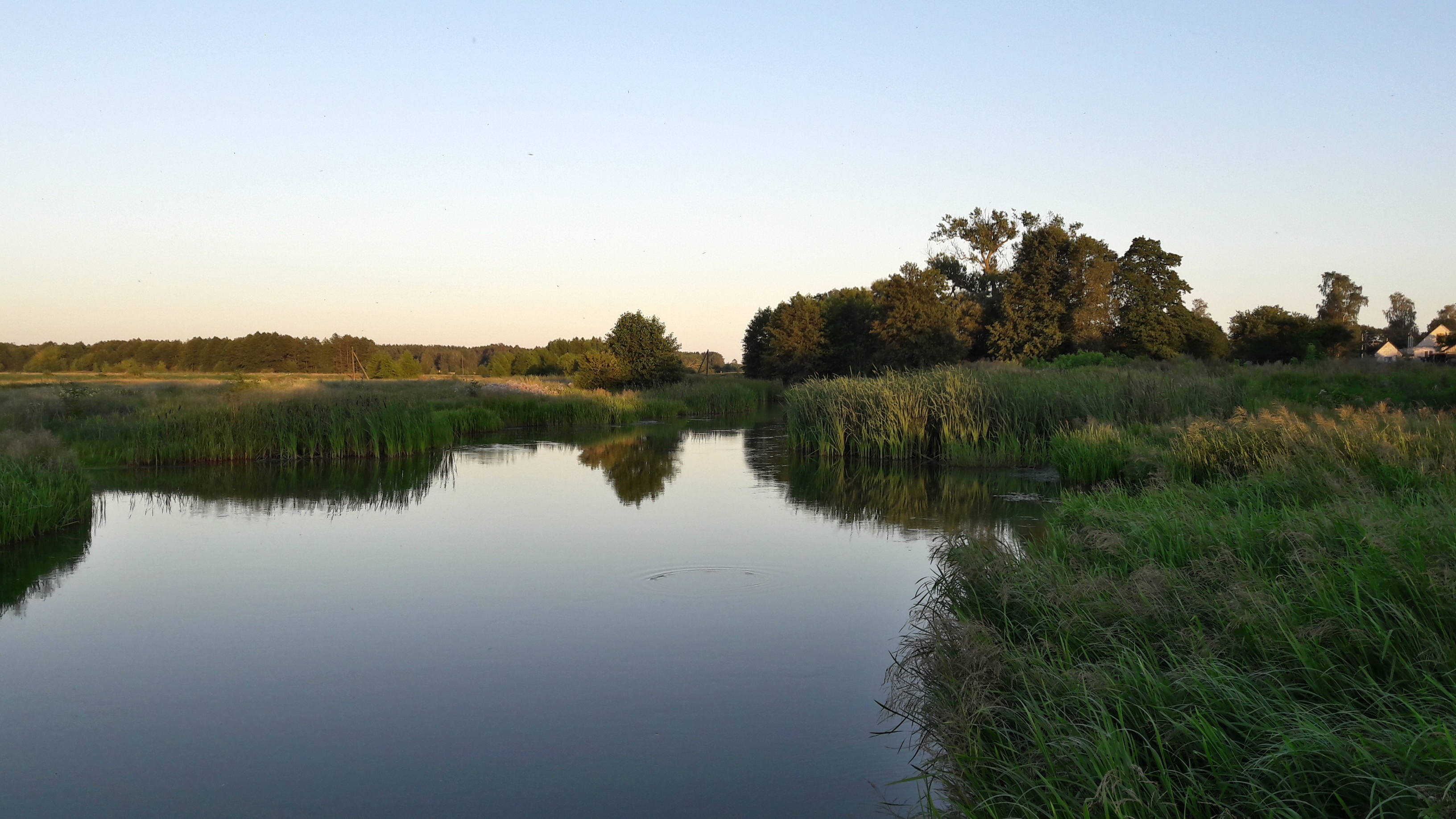
Die Selwjanka östlich von Selwa

Der Rajon Selwa liegt im südlichen Teil der Hrodsenskaja Woblasz. Die Nachbarrajone in der Hrodsenskaja Woblasz sind im Norden Masty, im Nordosten Dsjatlawa, im Osten Slonim und im Westen Waukawysk. Im Süden grenzt der Rajon an die Breszkaja Woblasz (Verwaltungsbezirk Brest).

## Landschaft und Bodennutzung
Der Rajon Selwa liegt in der Großlandschaft der Osteuropäischen Ebene. Sein Landschaftsbild wird größtenteils durch eine flachwellige Hügellandschaft geprägt. Von Süd nach Nord wird der Rajon von der Selwjanka durchflossen, einem linken Nebenfluss der Memel. Unmittelbar südöstlich von Selwa wurde die Selwjanka zu einem Trinkwasserspeicher von 11,9 km² Fläche angestaut. Es ist dies der größte Stausee der Hrodsenskaja Woblasz. Nördlich des Dammes bildet der Fluss eine kleine, von zahlreichen Kanälen durchzogene Ebene.
Die Schtschara verläuft entlang der Grenze zum Nachbarrajon Dsjatlawa.
Mit 118 m über dem Meer befindet sich der tiefste Punkt des Rajons bei der Selwjanka an der Grenze zum Nachbarrajon Masty. Der höchste Punkt (239 m Meereshöhe) liegt bei der Ortschaft Madsejki.
Die Bodennutzung des Rajons ist vorwiegend agrarisch. 71 % der Fläche sind Acker- und Weideland, etwa 18 % sind von Wald bedeckt. Der Rest verteilt sich auf Sumpfgebiete, Gewässer sowie Verkehrs- und Siedlungsflächen.

## Bevölkerung
Im Rajon lebten am 1. Januar 2019 14.375 Einwohner, davon 6.581 im Hauptort Selwa. Rund 70 % der Einwohner sind Belarussen, 23 % polnischer Abstammung, 5 % sind Russen und etwa 2 % haben andere Nationalitäten.

## Geschichte
Nachdem das Gebiet des Rajons bis 1939 zu Polen gehört hatte, fiel es aufgrund der Abmachungen des deutsch-sowjetischen Nichtangriffspaktes an die Sowjetunion und wurde in die Weißrussische Sozialistische Sowjetrepublik eingegliedert. Am 15. Januar 1940 wurde der Rajon gegründet und am 12. Oktober 1940 in 16 Selsawets unterteilt. Er gehörte damals zur heute nicht mehr existierenden Woblasz von Baranawitschy. Mit 849 km² war der Rajon flächenmäßig etwas kleiner als heute, aber mit etwa 45 000 Einwohnern erheblich bevölkerungsreicher.
Bereits kurz nach dem deutschen Überfall auf die Sowjetunion wurde der Rajon von deutschen Truppen besetzt (26. Juni 1941). In den folgenden drei Jahren der Besetzung hatte er wie ganz Belarus erhebliche Bevölkerungsverluste zu verzeichnen und verlor etwa ein Viertel seiner Einwohnerschaft. Am 12. Juli 1944 wurde das Gebiet des Rajons von den Truppen der 2. Weißrussischen Front befreit. Kurz darauf (20. September 1944) erfolgte die Eingliederung in die Hrodsenskaja Woblasz.
Am 17. April 1962 wurde der Rajon aufgelöst und sein Gebiet den Nachbarrajonen von Waukawysk und Slonim zugeschlagen. Bereits am 30. Juli 1966 wurde diese Auflösung rückgängig gemacht und der Rajon in seiner heutigen Form neu eingerichtet.

## Verwaltungsgliederung
Der Rajon Selwa ist verwaltungstechnisch weiter untergliedert in Selsawets und die städtische Siedlung Selwa. Die Selsawets sind Gebietskörperschaften, in denen mehrere Dörfer oder sonstige Siedlungen zusammengefasst werden. Das Zentrum eines Selsawets befindet sich in einem Agrostädtchen (russisch: Агрогородок, belarussisch: Аграгарадок). Agrostädtchen sind Siedlungen, in denen verschiedene zur Versorgung der Bevölkerung des Selsawets notwendige Einrichtungen vorhanden sind.

## Sehenswürdigkeiten

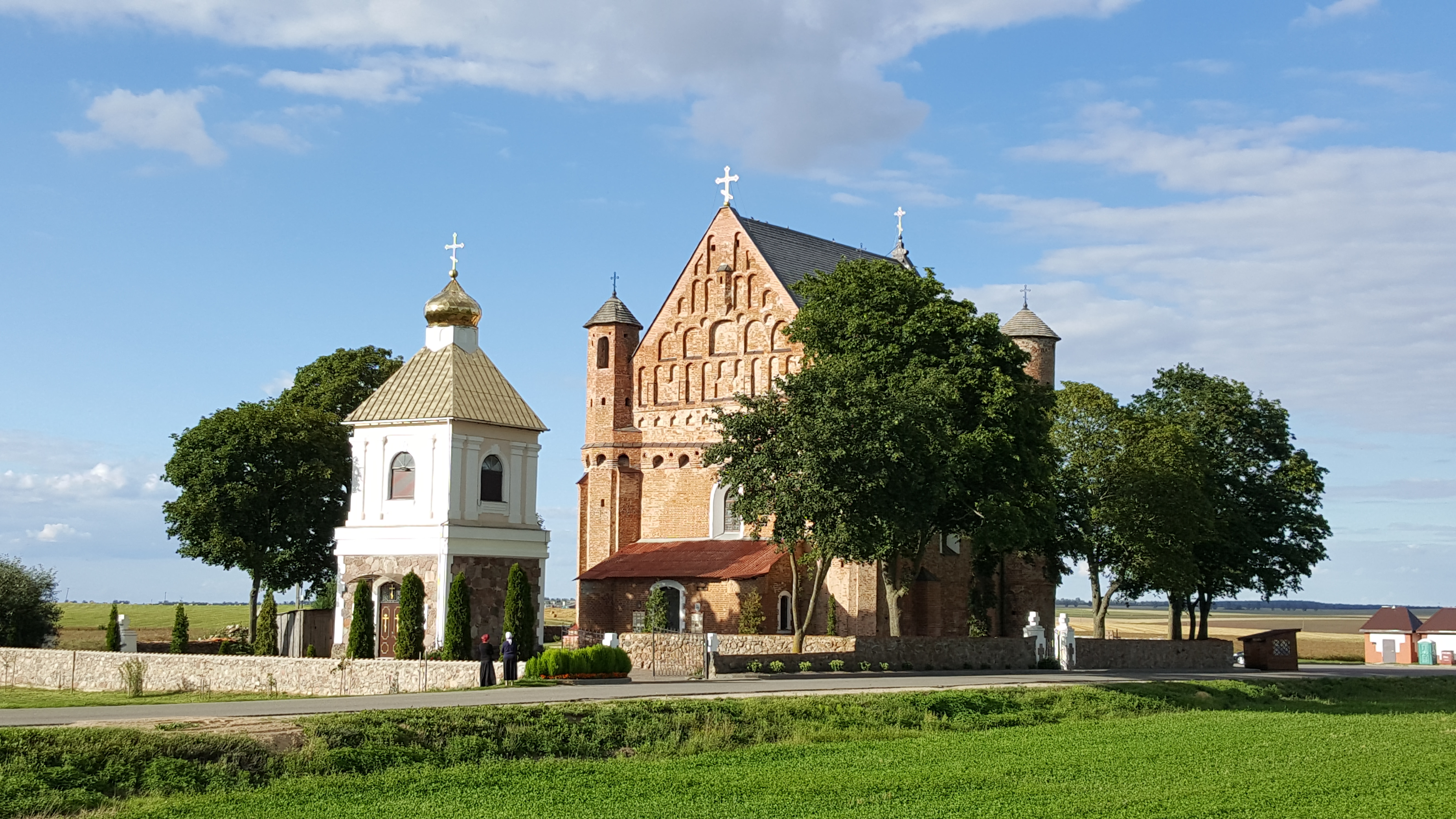
Die Wehrkirche in Synkawitschy

Nahe der Grenze zum Nachbarrajon Slonim und etwas nördlich der Ortschaft Synkawitschy befindet sich eine Wehrkirche. Als orthodoxe Kirche Anfang des 16. Jahrhunderts in Ziegelbauweise errichtet, steht das Bauwerk heute auf der Tentativliste zum Weltkulturerbe.

## Verkehr
Durch das Gebiet des Rajons verlaufen mehrere Fernverkehrsstraßen, in Belarus als „Republikautostraßen“ mit dem Buchstaben R (kyrillisch „P“) und einer Nummer bezeichnet:
- die R99 (P99) von Grodno bis zur Einmündung in die Magistrale M1
- die R50 (P50) von Masty nach Ruschany
- die R142 (P142) von Selwa bis zur Einmündung in die Magistrale M11
- die R41 (P41) von Djeretschin nach Slonim

Die Republikautostraßen im Gebiet des Rajons sind durchgängig asphaltiert und größtenteils in gutem Zustand. Viele Nebenstraßen dagegen sind immer noch unbefestigt.
Der Hauptort Selwa ist Durchgangsbahnhof an der Bahnstrecke von Baranawitschy nach Waukawysk.